# Беовульф: Анимированный эпос
«Анимированные эпосы: Беовульф» (англ. Animated Epics: Beowulf) (1998) — мультипликационный фильм российско-британско-американского производства: создан режиссёром Юрием Кулаковым (известным сегодня в качестве постановщика «Князя Владимира», 2005) и командой российских аниматоров на производственной базе BBC при участии американской компании HBO.

## Персонажи
Текст «от рассказчика» читает Дерек Джейкоби.
- Беовульф. Образ главного героя передан достаточно точно. Изображённый в поэме «доброхрабрый, страха не знающий воитель всеземноизвестный» имеет в мультфильме соответствующую внешность: высокий, атлетического телосложения блондин с длинными волосами. Поступки героя также не разрушают образа храброго «мужа-защитника» и соответствуют сюжету поэмы. Подвиги Беовульфа (убийство Гренделя, его матери и дракона) присутствуют в фильме и переданы вполне адекватно. В мультфильме его озвучивает Джозеф Файнс.
- Грендель. Это «богоотверженное существо», согласно поэме, имеет нечто общее с драконом и волком, однако нет точного описания его внешности. В этой мультипликационной картине он изображён как нечто абстрактное: темно-зелёная тучка с когтистыми лапами. Лапы Гренделя являются единственной деталью, которую выделяет поэма касательно его внешнего облика.
- Хродгар. «Многострадальный старец-правитель», «мудрый старец-конунг» — таким Хротгар предстаёт в поэме. В мультфильме его озвучивает Тимоти Уэст[англ.].
- Виглаф. Как и в оригинальном произведении, Виглаф — юный воин, единственный, кто пришёл на помощь своему королю. Озвучивает Майкл Шин.
- Унферт. В начале показан, как отрицательный герой-хвастун, не доверяющий Беовульфу. На пиру он ведёт себя вызывающе, напивается и оскорбляет Беовульфа, выставляя себя дураком. Однако после убийства Беовульфом Гренделя спешит загладить свой проступок и дарит Беовульфу магический меч Хрунтинг. Озвучивает Майкл Фист.
- Королева Вальтхеов. Озвучивает Анна Калдер-Маршалл (англ. Anna Calder-Marshall).
- Древние. Представители древней цивилизации, оставившие сокровища в горе. Неизвестно, где именно они взяли сокровища и откуда появился дракон, который стал их охранять.

## Сюжет
Сюжет почти полностью совпадает с оригинальным произведением о Беовульфе. Но имеется несколько отличий:
- Повествование начинается с легенды о том, что древняя цивилизация оставила несметные сокровища в недрах земли, куда никто не мог проникнуть, пока не пришёл Беовульф. По сути, сражение с Гренделем и его матерью не являлись ключевыми событиями, а лишь вели к тому, что главный герой снискал славу и стал правителем. Главным и важнейшим эпизодом является битва Беовульфа с драконом.
- Мультфильм необычен своей рисовкой — она довольно мрачная. Серо-голубыми тонами прорисована обычная жизнь, но сцены боя всегда очень красочны. Так, например, в первом бою Беовульфа всё окружение «растворяется» и остаётся лишь расплывчатый зелёный фон и рука Гренделя. Бой ведётся не столько с самим чудовищем, сколько с его рукой.
- Примечателен образ матери Гренделя. Его можно назвать трагическим, это хорошо показано в сцене, где Беовульф спускается на дно для битвы и видит её сидящую на троне. Жалкая, оплакивающая своего умирающего сына, она вступает в противоборство с Беовульфом.
- В оригинальном произведении из гробницы крадут чашу, здесь — золотую шкатулку, которую вор показывает Беовульфу — новому королю Гаутов.
- Битва с драконом — главный эпизод мультфильма — происходит на белом фоне, в тумане. Герой видит свою тень, которая вырастает и принимает вид Беовульфа (чёрного и злобного), а затем превращается в ужасного чёрного дракона. В этот раз герой должен сразиться с самим собой.

## Награды
- 1998 Беовульф: Анимированный эпос — приз МФАК в Берлине;[2]
  - 1999 — Открытый Российский Фестиваль анимационного кино в Тарусе: Рейтинг 6 место.[3]